# I diari di Andy Warhol
I diari di Andy Warhol (The Andy Warhol Diaries) è una miniserie televisiva americana prodotta da Ryan Murphy e basata sull'omonimo libro del 1989 di Andy Warhol, edito da Pat Hackett. La serie presenta il famoso artista pop che narra gli eventi della sua vita attraverso l'impiego dell'IA: è doppiato da Bill Irwin. La serie è scritta e diretta da Andrew Rossi. La serie è distribuita su Netflix il 9 marzo 2022 ed è composta da sei episodi.

## Trama
Warhol nel 1976 inizia a fare il punto sulla sua vita in un diario. La serie esplora i suoi rapporti con il dirigente della Paramount Communications Jon Gould, l'interior designer Jed Johnson e il collega artista Jean-Michel Basquiat.
Tra coloro che sono stati intervistati nel corso della serie ci sono Bob Colacello, Pat Hackett, Christopher Makos, Rob Lowe, Jerry Hall, Mariel Hemingway, Tony Shafrazi, Mary Boone, Vincent Fremont, Shelly Dunn Fremont, Jamie Wyeth, Glenn Ligon, Larry Gagosian, José Carlos Diaz, David LaChapelle, Wilfredo Rosado, Peter Wise, Donna De Salvo, Jay Johnson, Kenny Scharf, Alan Wanzenberg, Michael Chow, Patrick Moore, John Waters, Greg Tate, Julian Schnabel, Marc Balet, Lee Quinones, Donald Warhola, Futura 2000, Daniela Morera, Debbie Harry, Paige Powell, John Reinhold, Gigi Williams, Jay Gould, Jeffrey Deitch, Jessica Beck, Cornelia Guest, Madelyn Kaye, Lisa Birnbach, Fab 5 Freddy, Benjamin Liu, Lucy Sante, Tama Janowitz, Katy Dobbs, Whit Stillman e Jane Holzer.

## Puntate
| Stagione       | Episodi | Pubblicazione originale | Pubblicazione Italia |
| -------------- | ------- | ----------------------- | -------------------- |
| Stagione unica | 6       | 2022                    | 2022                 |

### Episodi
| n° | Titolo originale          | Titolo italiano                    |
| -- | ------------------------- | ---------------------------------- |
| 1  | Smoke Signals             | Segnali di fumo                    |
| 2  | Shadows: Andy & Jed       | Shadows: Andy e Jed                |
| 3  | A Double Life: Andy & Jon | Una doppia vita: Andy e Jon        |
| 4  | Collab: Andy & Basquiat   | La collaborazione: Andy e Basquiat |
| 5  | 15 Minutes                | 15 minuti                          |
| 6  | Loving the Alien          | Loving the Alien                   |

## Critica
Su Rotten Tomatoes, la serie ha un punteggio di approvazione del 96% sulla base di 23 recensioni, con una valutazione media di 8,2/10. Su Metacritic, la serie ha un punteggio di 78 su 100, basato su 7 critici, riportando recensioni generalmente favorevoli.
Jack Seale di The Guardian ha descritto la serie come "un prodotto biografico sorprendente raccontato con le stesse parole dell'artista". Daniel D'Addario di Variety ha scritto che "la serie evoca sia la voce priva di affetto di Warhol che insiste nel trovare l'intelletto, sia l'emozione dietro quello sguardo freddo".